# Konoe Tadatsugu
Konoe Tadatsugu ((近衛 忠嗣, 1383 - 1454) filho do Sesshō (regente) Kanetsugu,  foi um nobre do período Muromachi da história do Japão. Pertencia ao ramo Konoe do Clã Fujiwara e se tornou Kanpaku (Regente) do Imperador Go-Komatsu em 1408.

## Biografia
Tadatsugu entrou na corte imperial em 1389 com o posto de Shōgoi (funcionário da Corte de quinto escalão sênior). Foi promovido ao posto de Jushii (quarto escalão júnior).
Em 1390 foi promovido a Shōshii (quarto escalão sênior) e depois a Jusanmi (terceiro escalão júnior) passando a ocupar o cargo de Ukonoe Gonchūjō (Sub-Comandante da ala direita da guarda do palácio, entre 1390 e 1391). Em 1391 foi nomeado vice-governador da província de Harima , no ano seguinte, foi nomeado Chūnagon quando ascendeu ao posto de Shōsanmi (terceiro escalão sênior). Tadatsugu foi nomeado Dainagon em 1394, e promovido ao posto de Junii (segundo escalão júnior) em 1396 e a Shōnii (segundo escalão sênior) em 1399.
Tadatsugu foi nomeado Naidaijin em 1399 e em 1402 foi nomeado Sadaijin (até 1409). Também em 1402 foi promovido ao posto de Juichii (primeiro escalão júnior). Em 1408 se tornou líder do clã Fujiwara e kanpaku (regente) do imperador Go-Komatsu, até 1409.
Tadatsugu abdicou dos cargos da Corte e se tornou um monge budista (shukke) em 1422, até sua morte três décadas depois. Seu filho e herdeiro foi o Kanpaku Fusatsugu.